# 山白藤
山白藤（学名：Sphenodesme pentandra var. wallichiana）为马鞭草科楔翅藤属下的一个变种。